# Krupets
Krupets (en rus: Крупец) és un poble de l'óblast de Kursk, a Rússia, que en el cens del 2010 tenia 186 habitants. Pertany al districte rural de Belovski.